# Withiini
Tribu
Les Withiini sont une tribu de pseudoscorpions de la famille des Withiidae.

## Distribution
Les espèces de cette tribu se rencontrent en Afrique, en Amérique, en Asie, en Europe et en Océanie.

## Liste des genres
Selon Pseudoscorpions of the World (version 3.0) :
- Aisthetowithius Beier, 1967
- Balanowithius Beier, 1959
- Cryptowithius Beier, 1967
- Cystowithius Harvey, 2004
- Dolichowithius Chamberlin, 1931
- Girardwithius Heurtault, 1994
- Metawithius Chamberlin, 1931
- Nannowithius Beier, 1932
- Neowithius Beier, 1932
- Nesowithius Beier, 1940
- Parallowithius Beier, 1955
- Parawithius Chamberlin, 1931
- Pogonowithius Beier, 1979
- Pycnowithius Beier, 1979
- Rexwithius Heurtault, 1994
- Scotowithius Beier, 1977
- Sphaerowithius Mahnert, 1988
- Sphallowithius Beier, 1977
- Stenowithius Beier, 1932
- Termitowithius Muchmore, 1990
- Thaumatowithius Beier, 1940
- Trichotowithius Beier, 1944
- Tropidowithius Beier, 1955
- Victorwithius Feio, 1944
- Withius Kew, 1911
- † Beierowithius Mahnert, 1979

et décrit depuis :
- Microwithius Redikorzev, 1938
- Rugowithius Harvey, 2015

Le genre Plesiowithius a été placé en synonymie avec Nannowithius par Harvey en 2015.
Le genre Hyperwithius a été placé en synonymie avec Metawithius par Harvey en 2015. Le genre Afrowithius a été placé en synonymie avec Withius par Harvey en 2015. Le sous-genre Microwithius a été élevé au rang de genre par Harvey en 2015.

## Publication originale
- Chamberlin, 1931 : A synoptic revision of the generic classification of the chelonethid family Cheliferidae Simon (Arachnida). Canadian Entomologist, vol. 63, p. 289-294.